# Гайленд-Лейк (Алабама)
Гайленд-Лейк (англ. Highland Lake) — місто (англ. town) в США, в окрузі Блаунт штату Алабама. Населення — 412 особи (2020).

## Географія
Гайленд-Лейк укр. Високогірне Озеро розташований біля однойменного водосховища в східній частині округу Блаунт, приблизно за 5 км на південь від міста Онеонта та за 40 миль на північний схід від Бірмінгема за координатами 33°53′23″ пн. ш. 86°25′22″ зх. д. / 33.88972° пн. ш. 86.42278° зх. д. (33.889678, -86.422760).  За даними Бюро перепису населення США в 2010 році місто мало площу 5,15 км², з яких 4,22 км² — суходіл та 0,93 км² — водойми.

## Демографія
Згідно з переписом 2010 року, у місті мешкало 412 осіб у 173 домогосподарствах у складі 135 родин. Густота населення становила 80 осіб/км².  Було 252 помешкання (49/км²).
Расовий склад населення:
| - 98,8 % — білих - 1,0 % — корінних американців - 0,2 % — азіатів |

До двох чи більше рас належало 0,0 %. Частка іспаномовних становила 0,7 % від усіх жителів.
За віковим діапазоном населення розподілялося таким чином: 17,2 % — особи молодші 18 років, 60,2 % — особи у віці 18—64 років, 22,6 % — особи у віці 65 років та старші. Медіана віку мешканця становила 49,0 року. На 100 осіб жіночої статі у місті припадало 95,3 чоловіків;  на 100 жінок у віці від 18 років та старших — 99,4 чоловіків також старших 18 років.
Середній дохід на одне домашнє господарство  становив 92 371 долар США (медіана — 51 250), а середній дохід на одну сім'ю — 110 817 доларів (медіана — 63 864). За межею бідності перебувало 9,2 % осіб, у тому числі 5,4 % дітей у віці до 18 років та 7,1 % осіб у віці 65 років та старших.
Цивільне працевлаштоване населення становило 165 осіб. Основні галузі зайнятості: освіта, охорона здоров'я та соціальна допомога — 28,5 %, публічна адміністрація — 11,5 %, фінанси, страхування та нерухомість — 10,3 %, роздрібна торгівля — 9,7 %.